# Masao Kusaka
Masao Kusaka ( * 1915 - ) es un botánico japonés, especialista de la Sección de Silvicultura.

## Algunas publicaciones
- Iwata, toshiharu; masao Kusaka. 1952. Coniferae Japonicae illustratae, 150. 2ª ed. de 1954, 247 pp.
- Kusaka, masao; yosio Kobayasi. 1953. A list of plants, spontaneous in Asakawa Experimant Forest: Pteridophyta and Spermatophyta.

- La abreviatura «Kusaka» se emplea para indicar a Masao Kusaka como autoridad en la descripción y clasificación científica de los vegetales.[1]